# Omne
Omne – miejscowość (småort) w Szwecji w gminie Kramfors w regionie Västernorrland. Około 63 mieszkańców.